# Фороракосові
Форора́косові (лат. Phorusrhacidae, досл. «жахливі птахи») — викопна родина великих хижих, переважно нелітаючих птахів, які були одними з найбільших вищих хижаків Південної Америки кайнозойської ери. Достеменні знахідки датуються середнім еоценом—пізнім плейстоценом, приблизно 43—0,1 млн років тому, хоча деякі зразки вказують на те, що вони були присутні ще з раннього еоцену.
Висота типових представників коливалася від 1 до 3 м. Один з найбільших зразків з раннього плейстоцену Уругваю, який, можливо, належав до роду Devincenzia, важив до 350 кілограмів. Titanis walleri — один з найбільших видів, відомий з територій сучасних Техасу та Флориди Північної Америки. Це робить фороракосових єдиним відомим великим південноамериканським хижаком, який мігрував на північ в ході великої міжамериканської міграції, що слідувала за формуванням сухопутного мосту через Панамський перешийок.
Колись вважалося, що T. walleri вимерли в Північній Америці приблизно за часів появи людей на континенті, проте подальші датування скам'янілостей титанід не дали жодних доказів їхнього виживання пізніше 1,8 млн р.т. Втім, згідно зі знахідками форораксових 2018 р., зокрема Psilopterus, датованими 96 040 ±6300 роками тому, можна припустити, що форораксові проіснували в Південній Америці аж до пізнього плейстоцену.

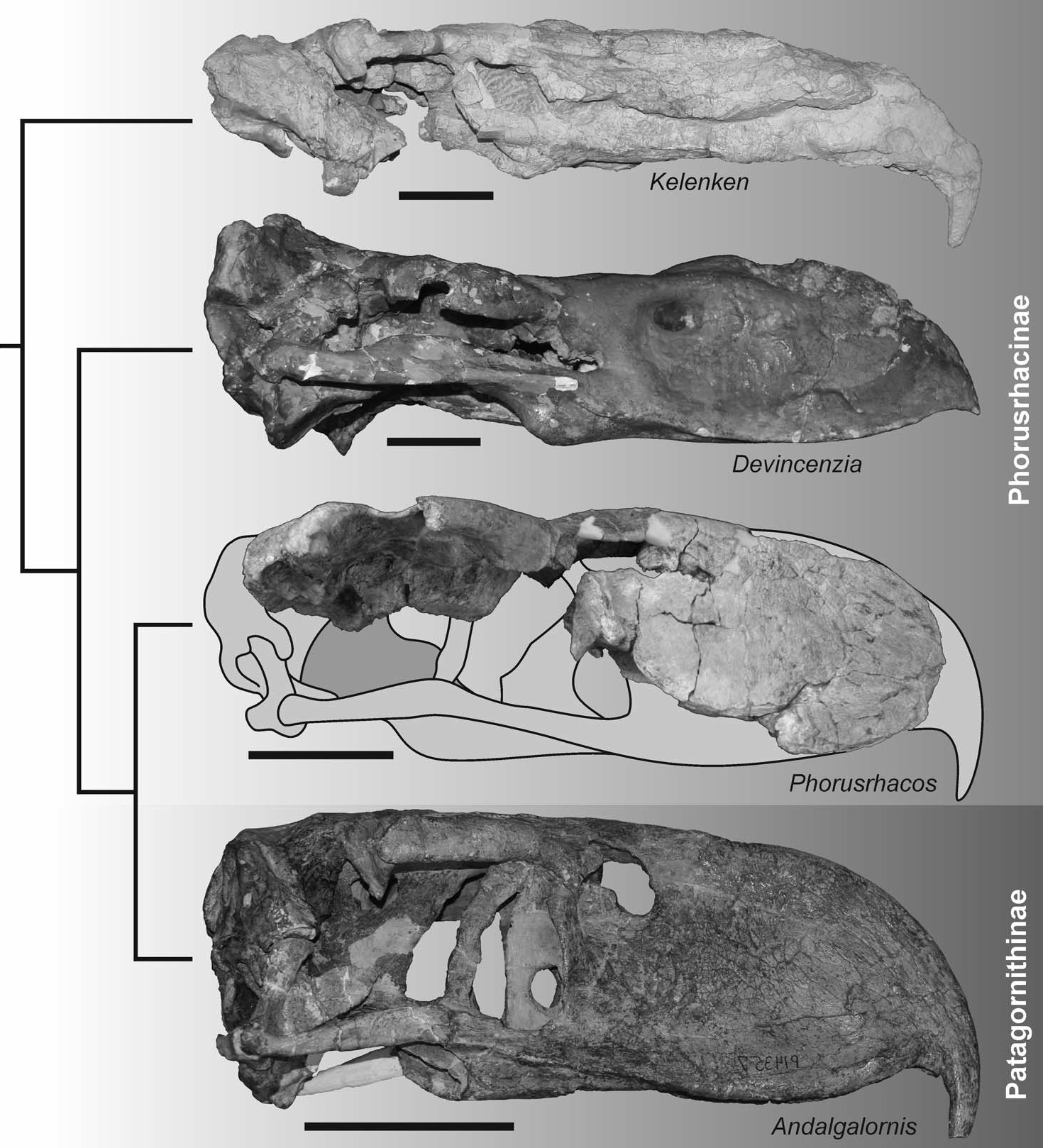
Черепи Kelenken guillermoi, Devincenzia pozzi, Phorusrhacos longissimus та Andalgalornis steulleti у порівнянні

Можливо, фороракосові навіть потрапили до Африки та Європи, якщо включити до родини рід Lavocatavis з Алжиру та Eleutherornis з Франції та Швейцарії. Однак таксономічне розміщення обох таксонів у межах фороракосових вважається дуже сумнівним, а їхні рештки занадто фрагментарні, щоб їх можна було включати до філогенетичного аналізу. Можливі зразки також були знайдені у формації Ла-Мезета на острові Сімор, Антарктида, що дозволяє припустити, що ця група мала ширший географічний ареал у палеогені.
Близькоспоріднені Bathornithidae займали подібну екологічну нішу в Північній Америці в еоцені та ранньому міоцені. Деякі з них, такі як Paracrax, були схожі за розмірами з найбільшими фороракосовими. Принаймні один аналіз розглядає Bathornis як сестринський таксон на основі спільних рис у щелепах та коракоїдах, хоча цей висновок був суттєво оскаржений, оскільки вони могли розвиватися незалежно, ведучи аналогічний хижацький, нелітаючий спосіб життя.
Вважається, що найближчими сучасними родичами фороракосових є 80-сантиметрові каріами.

## Палеобіологія
Більшість фороракосів були спритними бігунами з великим гострим дзьобом, потужною шиєю та гострими кігтями.

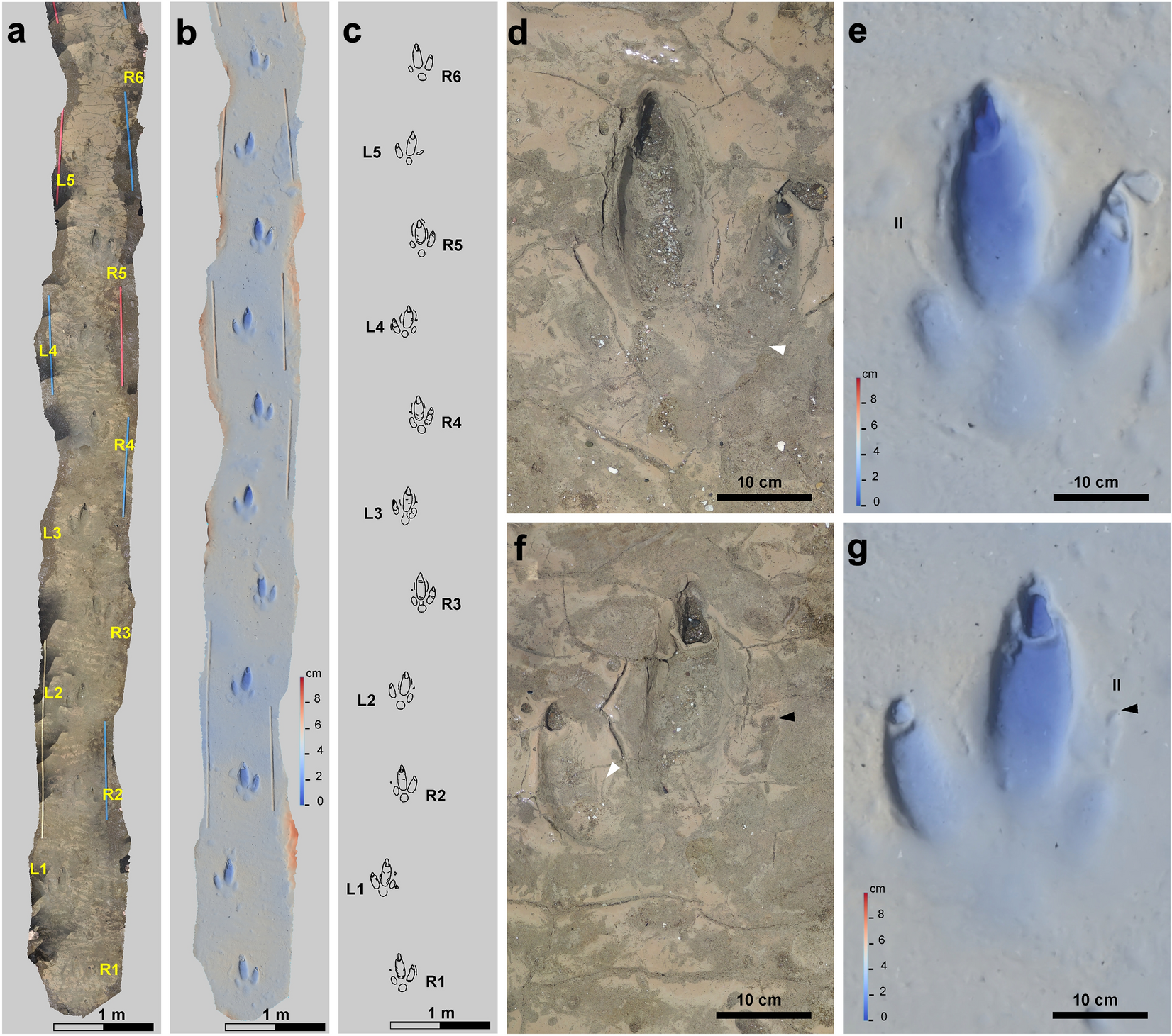
Скам'янілі сліди фороракосового птаха, що підтверджує, що вони тримали другий палець над землею, як каріами та дромеозаври

### Лапи, швидкість бігу

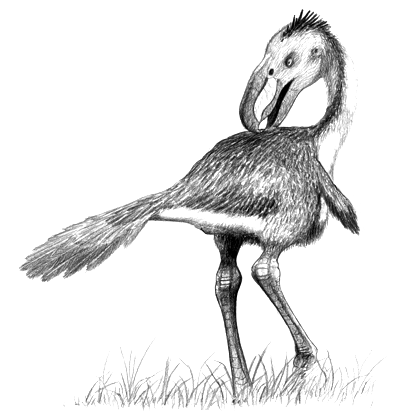
Художня реконструкція Andalgalornis Джона Конвея

На лапах фороракосів було чотири пальці, перший з яких, великий палець, був редукований і не торкався землі. На основі біомеханічних моделей припускається, що другий палець ноги, що був коротшим за інші та мав менше фаланг, був модифікований у «серповидний кіготь», тож він теж тримався піднятим, щоб уникнути контакту з землею. Цей пазур дозволяв утримувати здобич, і був менш спеціалізованим аналогом «серповидного кігтя» дромеозаврових динозаврів. Ця теорія підкріплюється знайденими відбитками лап з пізнього міоцену формації Ріу-Негру, Аргентина. Відбитки функціонально двопалі, належали фороракосу середнього або крупного розміру, та демонстрували як внутрішній палець з серповидним кігтем тримався переважно піднятим над землею.
Аргентинські вчені припускають, що великі «жахливі птахи» були надзвичайно спритними й швидкими бігунами, здатними розвивати швидкість до 48 км/год. Дослідження 2016 р. демонструють, що принаймні деякі фороракоси, такі як андалгалорніс, хоча і були дуже швидкими бігунами по прямій, погано долали круті повороти на швидкості, що суперечить уявленню про фороракосів як про спритних хижаків, які полюють на дрібну здобич.

### Стиль полювання
У верхніх відділах шиї фороракоси мають роздвоєні відростки хребців та високі у нижніх відділах. Це свідчить про те, що фороракоси мали дуже гнучку і розвинену шию, що підтримувала їхню масивну голову та дозволяла завдавати ударів дзьобом з жахливою швидкістю і силою.
Чимало хижаків, що полюють на велику дичину, такі як смілодони, білі акули та алозаври, демонструють слабшу силу укусу і часто латерально слабкі черепи як адаптації до вбивства великої здобичі. Окрім цього їм притаманна особлива гострота зубів та широкої пащі (за рахунок скорочення щелепних м'язів). Оскільки фороракоси демонструють багато аналогічних пристосувань, таких як великий, сплющений з боків череп з гострим дзьобом і потужною мускулатурою шиї, цілком можливо, що вони були спеціалізованими хижаками на відносно велику здобич.
Кістки дзьоба фороракосів були щільно зрощені між собою, що робило їхній дзьоб більш стійким до прямих навантажень. Це дозволяє припустити, що вони могли завдавати найбільших пошкоджень саме клюванням. Комп'ютерна томографія, проведена на черепі фороракоса, демонструє, що цей вид не міг би трясти свою здобич з боку в бік, і, при атаці, скоріше прикладав значну вниз спрямовану силу. Загалом вважається, що «жахливі птахи» використовували ноги, щоб атакувати та травмувати здобич, пізніше утримувати її у пазурях та під кінець розчленовувати її своїм великим дзьобом.

### Конкуренція зі спарасодонтами
Вивчення ареалів проживання фороракосів також вказує на те, що вони могли становити інтенсивну конкуренцію хижим сумчатим спарасодонтам, таким як боргієни та тилакосміли, що змушувало ссавців перебиратися до лісів, щоб уникати більш успішних і агресивних пташиних хижаків, що мешкали на відкритих рівнинах.

## Класифікація
Після ревізії Alvarenga та Höfling (2003), наразі виділяють 5 підродин, що містять 14 родів та 18 видів родини Phorusrhacidae. Ці види були продуктом адаптивної радіації. Наступна класифікація базується на LaBarge, Garderner & Organ (2024). Таксони, ідентифіковані як incertae sedis, були виключені з філогенетичного аналізу в їхньому дослідженні (за винятком Brontornis).
- Incertae sedis

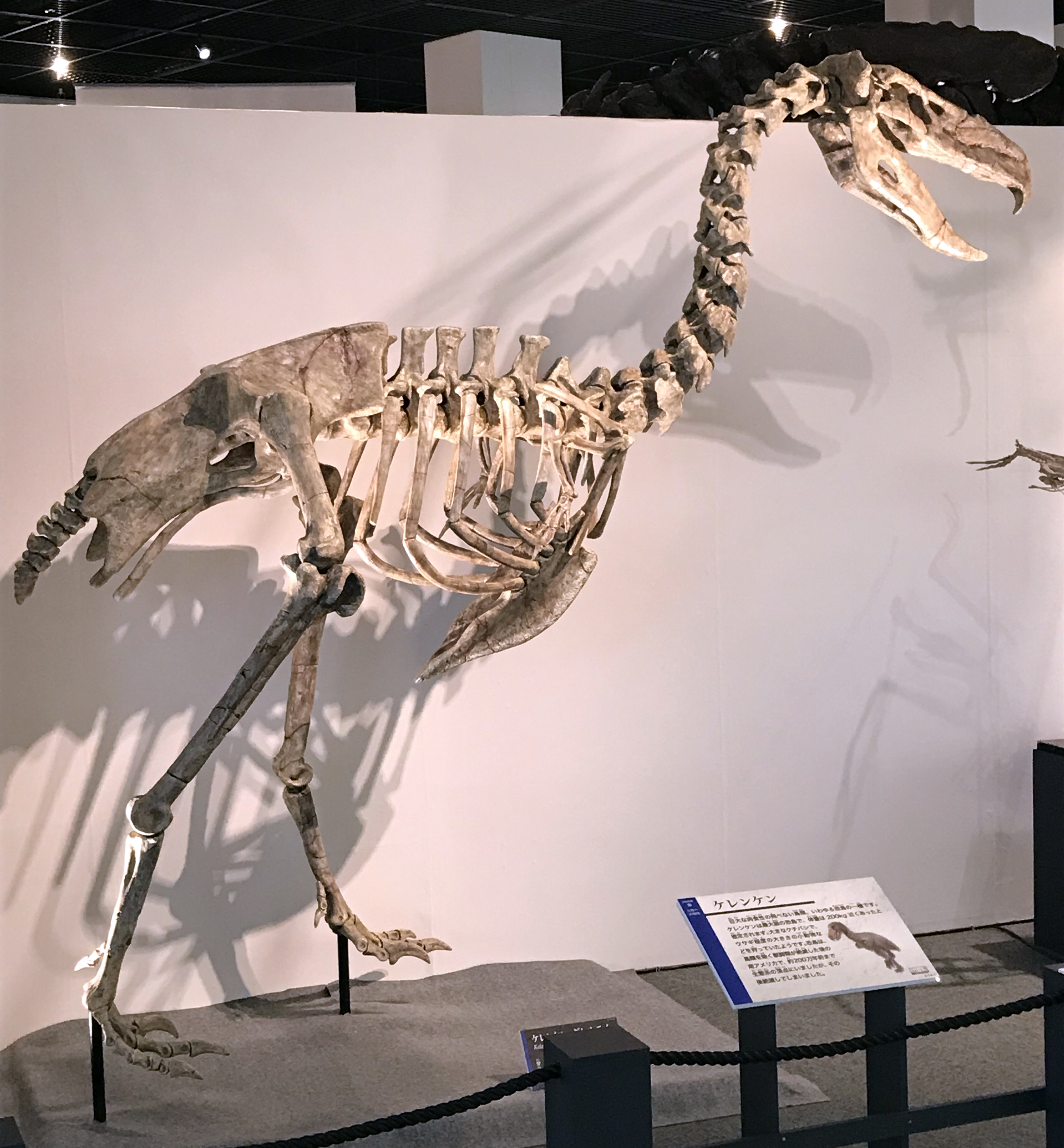
Скелет келекена, Музей динозаврів префектури Фукуї

  - Рід ?Lavocatavis (середній еоцен, Алжир) — скоріше більш близький до безкілевого Eremopezus[12].
  - Рід ?Patagorhacos (ранній міоцен, Аргентина[29])
  - Рід ?Paleopsilopterus (нижній еоцен, Бразилія) — спірний як фороракс.
  - Рід ?Brontornis (ранній—середній міоцен, Аргентина) — гігантський, 2,6 м заввишки у середньому, але спірний рід.
  - Рід ?Eleutherornis (середній еоцен, Франція, Швейцарія) — каріамоподібний, можливо споріднений зі Strigogyps[12][13].
- Підродина Physornithinae — аналогічний Brontornithinae, якщо включити рід Brontornis до родини.
  - Рід Paraphysornis (пізній олігоцен—ранній міоцен, Бразилія)
  - Рід Physornis (середній—пізній олігоцен, Аргентина)
- Підродина Phorusrhacinae — велетенські види 2,5—3 м висотою[30], але стрункий і моторніший, ніж Brontornithinae.
  - Рід Devincenzia (міоцен—ранній пліоцен, можливо ранній плейстоцен[31][5])
  - Рід Kelenken (середній міоцен, Аргентина) — найбільший рід.
  - Рід Phorusrhacos (ранній—середній міоцен, Аргентина)
  - Рід Titanis (ранній пліоцен—ранній плейстоцен, Флорида, Каліфорнія і Техас[9])
- Підродина Patagornithinae — прудкі, середнього розміру види, 1,6 м
  - Рід Patagornis (ранній—середній міоцен, Аргентина; містить Morenomerceraria, Palaeociconia, Tolmodus)
  - Рід Andrewsornis (середній—пізній олігоцен, Аргентина)
  - Рід Andalgalornis (пізній міоцен—ранній пліоцен, Аргентина)
- Підродина Psilopterinae — дрібні види, 98 см заввишки
  - Рід Psilopterus (середній олігоцен—пізній міоцен, Аргентина; можливо пізній плейстоцен Уругваю)
  - Рід Procariama (пізній міоцен—ранній пліоцен, Аргентина)
- Підродина Mesembriornithinae — види середнього розміру, 1,3 м у висоту
  - Рід Mesembriornis (пізній міоцен—пліоцен, Аргентина)
  - Рід Llallawavis (пізній пліоцен, північний схід Аргентини[32])